# Nusle
Nusle (Nusl en allemand) est un quartier de Prague, au sud du centre, intégré à la ville en 1922. Il comptait 31 244 habitants au 31 décembre 2015.

## Géographie

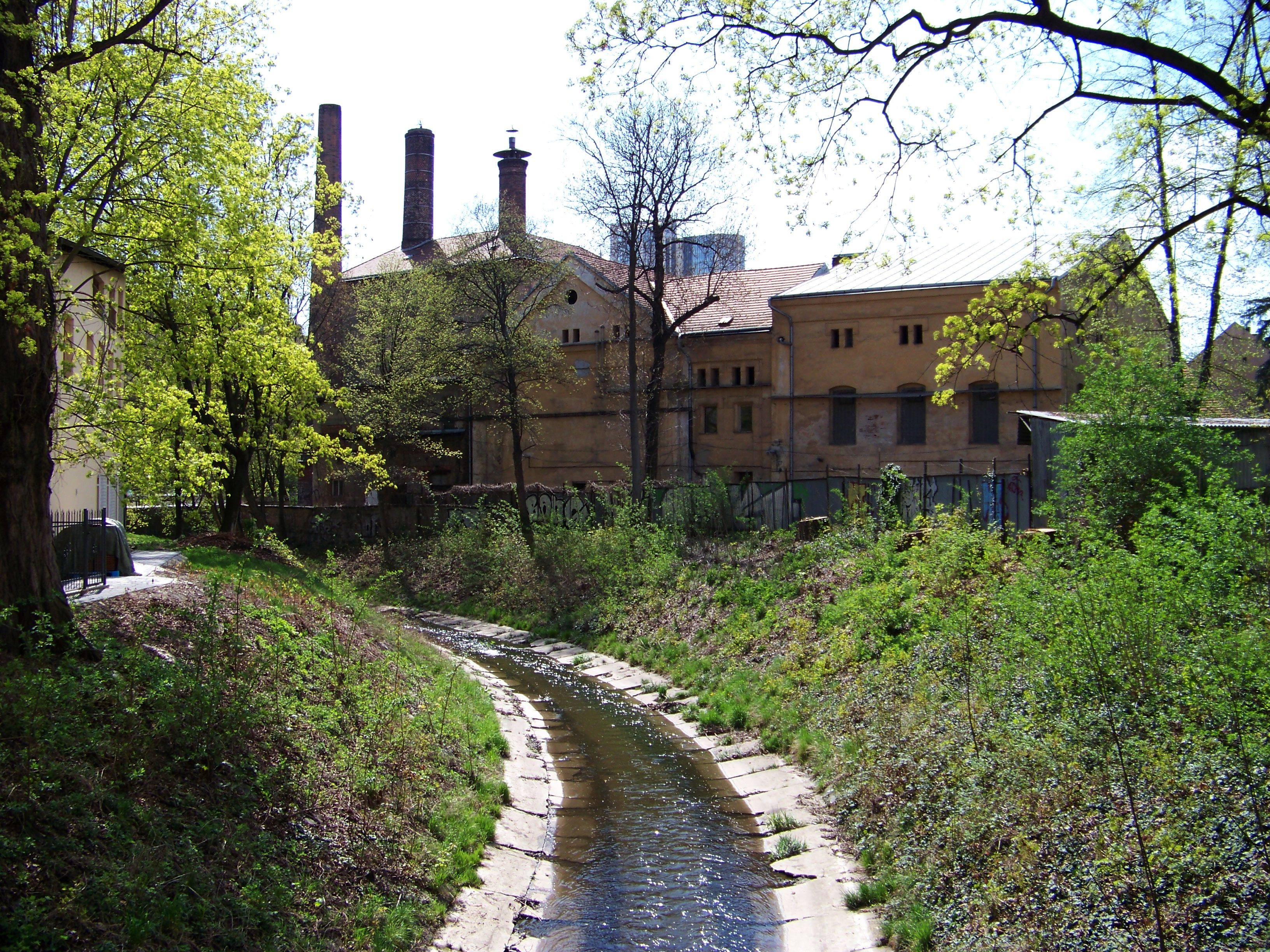
La brasserie de Nusle et la Botič

Le quartier est au creux de la vallée de Nusle, traversée par la rivière Botič, affluent de la Vltava, d'Est en Ouest et par le pont de Nusle du Nord au Sud.
Une parcelle de Nusle est située à Prague 2 tandis que la majorité du quartier fait partie de Prague 4. Nusle est entouré par les quartiers de Vyšehrad et Nové Město au nord-ouest, Vinohrady au nord, Vršovice à l'est et Michle au sud-est, Krč au sud et Podolí à l'ouest. Pankrác est le quartier sud de Nusle.

## Histoire

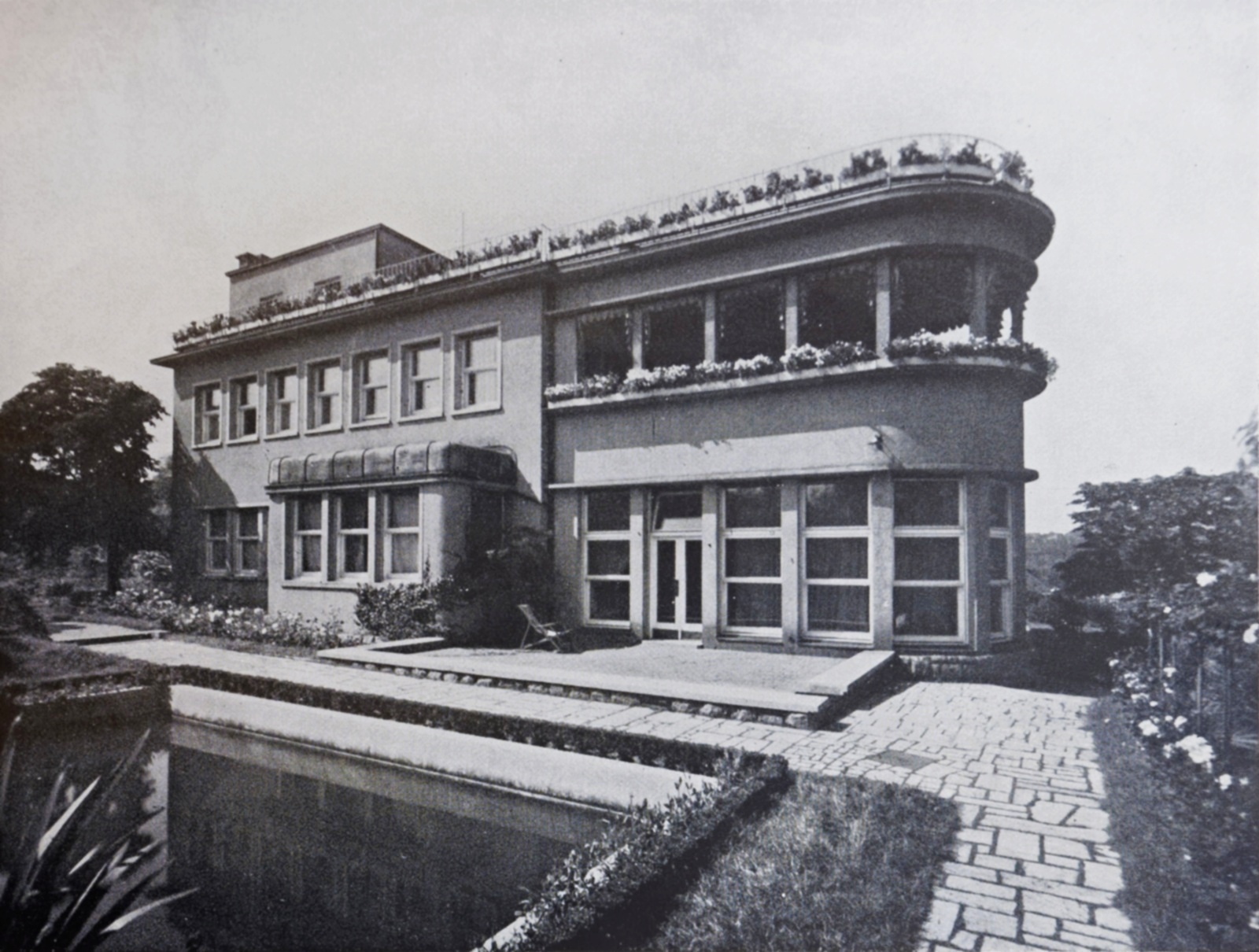
Villa Karl Friedmann de l'architecte allemand de Bohême Berthold Schwarz, Na Květnici 20, 1929

En 1898, le Nusle a été promu à la ville par l’empereur François-Joseph Ier.
De l’autre côté de la gare de Nusle, un premier président T. G. Masaryk avec ses légions revient de son exil dans la république tchécoslovaque libre, dans la Prague 21 décembre 1918.
Le village de Nusle intègre la ville de Prague en 1922.
Le pont de Nusle est construit entre 1967 et 1973. Il porte le nom de pont Klement Gottwald entre 1975 et 1989.

## Sport
Nusle abrite le SK Nusle, fondé en 1903 sous le nom de SK Bivoj Nusle, il est l'un des plus anciens clubs de football de Tchéquie.